# Lissodynerus wilhelmi
Lissodynerus wilhelmi är en stekelart som beskrevs av Giordani Soika 1996. Lissodynerus wilhelmi ingår i släktet Lissodynerus och familjen Eumenidae. Inga underarter finns listade i Catalogue of Life.